# Банк Сьерра-Леоне
Банк Сьерра-Леоне (англ. Bank of Sierra Leone) — центральный банк Сьерра-Леоне.

## История
В 1865 году выпускал банкноты Коммерческий банк Сьерра-Леоне.
В 1913—1964 годах территория Сьерра—Леоне входила в зону деятельности Валютного совета Британской Западной Африки, выпускавшего общую валюту британских владений в Западной Африке.
27 марта 1963 года создан государственный Банк Сьерра-Леоне. 4 августа 1964 года банк начал операции и выпуск национальной валюты — леоне.